# Москвин, Иван Михайлович
Ива́н Миха́йлович Москви́н (6 [18] июня 1874, Москва — 16 февраля 1946, Москва) — русский и советский актёр, театральный режиссёр, мастер художественного слова. Народный артист СССР (1936), лауреат двух Сталинских премий первой степени (1943, 1946).

## Биография
Родился 6 [18] июня 1874 в Москве в семье часовщика Михаила Алексеевича и его жены Дарьи Павловны Москвиных. Был старшим братом Михаила Тарханова, впоследствии вынужденного взять псевдоним.
В 1890 году окончил городское училище. С детства был увлечён театром и с 14 лет участвовал в домашних спектаклях. В 1893 году поступил в Музыкально-драматическое училище Московского филармонического общества в драматический класс под руководством Владимира Немировича-Данченко.
В 1896 году по окончании училища был приглашён играть небольшие роли в гастрольной поездке с Гликерией Федотовой. В сентябре 1896 года вступил в антрепризу 3инаиды Малиновской в Ярославле, где за один сезон сыграл 77 ролей на сцене Ярославского театра, большей частью водевильных и комических, в том числе учителя Медведенко в «Чайке».
В сезоне 1897—1898 годов служил в московском Театре Корша. Играл в фарсах, водевилях, современных комедиях, а также в классических постановках. Среди ролей были Бобчинский в «Ревизоре», Загорецкий в «Горе от ума», Милонов в «Лесе» и другие.

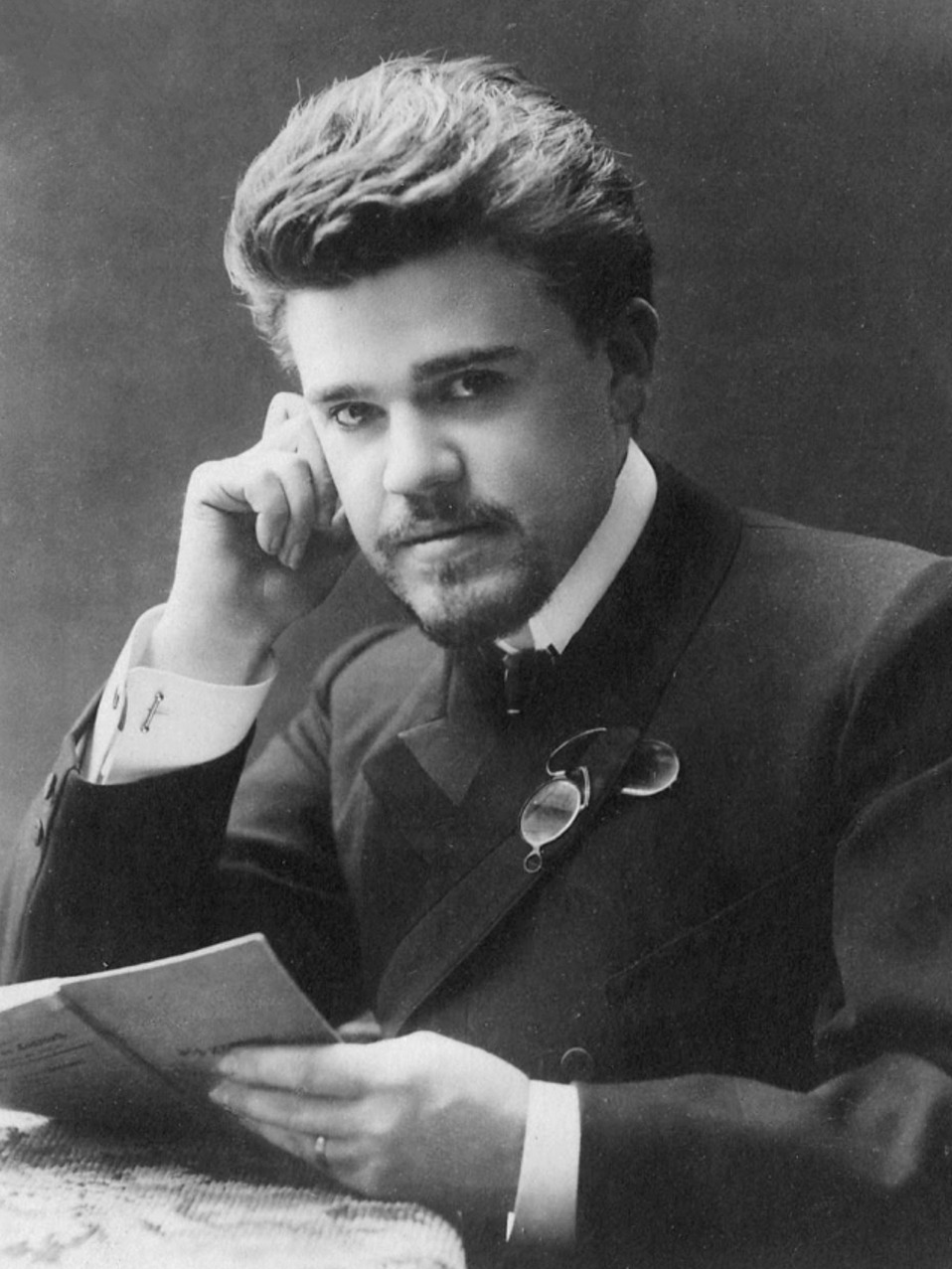
И. М. Москвин в начале XX века

В 1898 году Немирович-Данченко пригласил его в только что организованный Художественный театр. По его же рекомендации Москвину дали главную роль в спектакле «Царь Фёдор Иоаннович», которым 14 октября 1898 года и открылся новый театр. Эта роль принесла ему известность, он сыграл её 600 раз на протяжении 45 лет. К. С. Станиславский в шутку называл его «кормильцем МХАТа».
Среди лучших его ролей, помимо царя Фёдора был Лука в спектакле «На дне», Епиходов в «Вишнёвом саде», Снегирёв в «Братьях Карамазовых» и Фёдор Протасов в «Живом трупе». После Октябрьской революции сохранил свои лучшие роли, но к ним добавились Пугачёв в «Пугачёвщине», Хлынов в «Горячем сердце», Ноздрев в «Мёртвых душах», Фрол Федулыч в «Последней жертве» и другие.
Участвовал как режиссёр в постановке спектаклей МХАТа, гастролировал с театром за рубежом. Снимался в кино. 15 ноября 1934 года был приглашён поучаствовать в первой в Советском Союзе телевизионной программе.
Выступал как чтец, прежде всего как исполнитель чеховских рассказов.
В 1936 году стал одним из первых актёров, удостоенных звания «народный артист СССР». 12 декабря 1937 года был избран депутатом Верховного Совета СССР первого созыва.

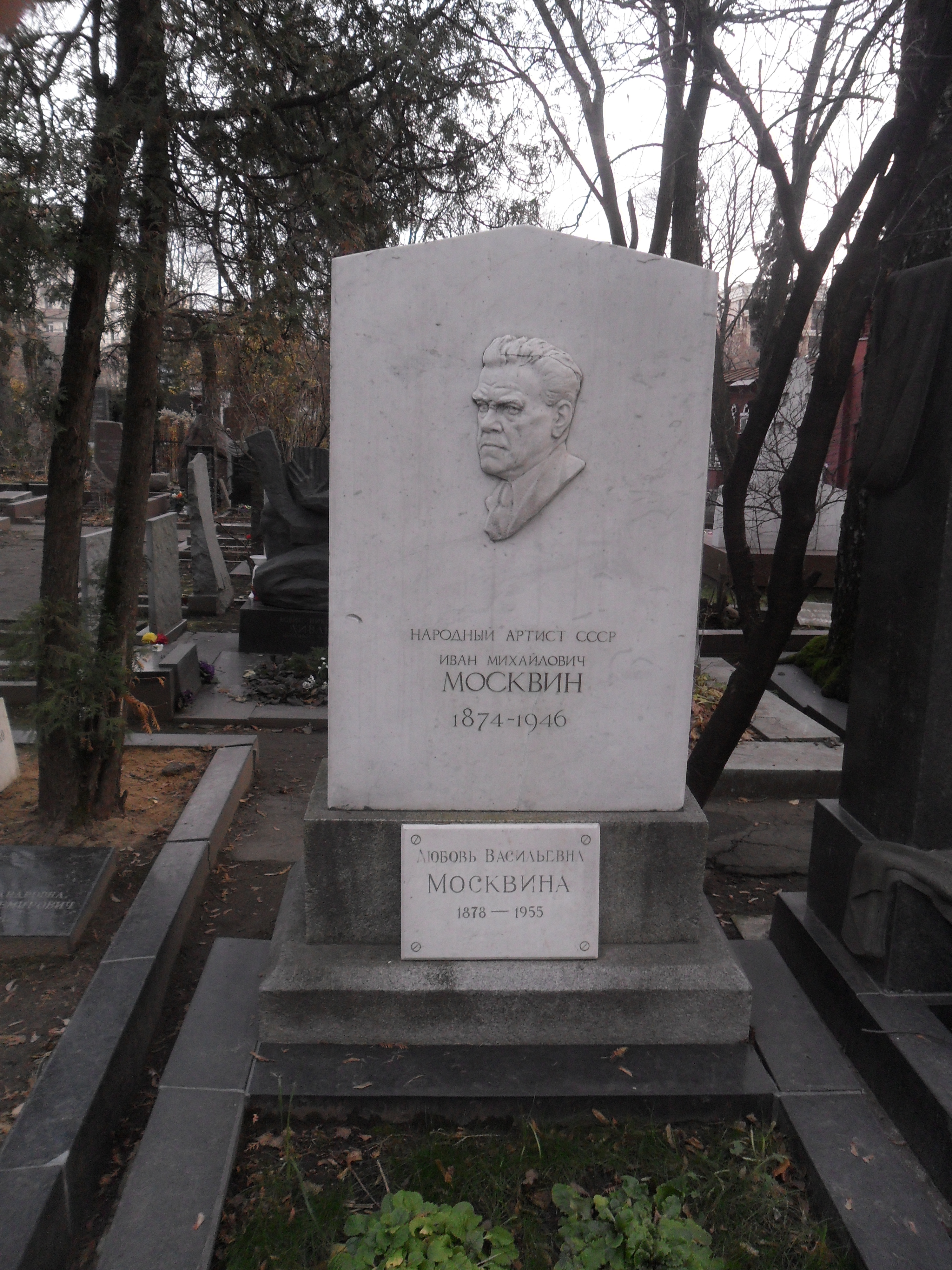
Могила И. М. Москвина
на Новодевичьем кладбище

В 1943 году после смерти В. И. Немировича-Данченко стал директором МХАТа и занимал этот пост до конца жизни.
Скончался 16 февраля 1946 года в Москве. Похоронен 19 февраля на Новодевичьем кладбище (участок № 2).

### Семья
Первая жена — Любовь Васильевна Гельцер (1878—1955), актриса МХТ c 1898 по 1906 год. Дочь Василия Гельцера (1841—1909), солиста балета, балетного педагога. Сестра Екатерины Гельцер (1876—1962), балерины; Бракосочетание состоялось 26 апреля 1902 года в Знаменской церкви села Курово.
Сыновья — Владимир Москвин (1904—1958), актёр Театра имени Вахтангова (1920—1952), педагог; Фёдор Москвин (1906—1941), лётчик, штурман, погиб под Москвой.
Вторая жена (с 1936) — Алла Тарасова (1898—1973), актриса театра и кино, педагог.
Брат — Михаил Тарханов (1877—1948), актёр театра и кино.
Сестра — Анна Бендель.
Племянник — Анатолий Горюнов (настоящая фамилия — Бендель) (1902—1951), актёр театра и кино.

## Театральные роли
- 1898 — «Царь Фёдор Иоаннович» А. Толстого — царь Фёдор[14]
- 1898 — «Венецианский купец» У. Шекспира — Саларино
- 1898 — «Самоуправцы» А. Писемского — Подьячий
- 1898 — «Счастье Греты» Э. Мариотта — Фриц
- 1899 — «Смерть Иоанна Грозного» А. Толстого — Фёдор
- 1899 — «Гедда Габлер» Г. Ибсена — Тесман
- 1899 — «Чайка» А. Чехова — повар
- 1900 — «Снегурочка» А. Островского — Бобыль
- 1901 — «Три сестры» А. Чехова — Родэ
- 1901 — «Микаэль Крамер» М. Гауптмана — Арнольд
- 1902 — «На дне» М. Горького — Лука
- 1902 — «Столпы общества» Г. Ибсена — Крап
- 1903 — «Вишнёвый сад» А. Чехова — Епиходов
- 1903 — «Юлий Цезарь» У. Шекспира — Гай Лигарий
- 1904 — «Иванов» А. Чехова — Львов
- 1904 — «Хирургия» по А. Чехову — Дьячок
- 1905 — «Привидения» Г. Ибсена — Освальд
- 1906 — «Горе от ума» А. Грибоедова — Загорецкий
- 1906 — «Ревизор» Н. Гоголя — Пётр Иванович Бобчинский
- 1907 — «Борис Годунов» А. Пушкина — Самозванец
- 1908 — «Синяя птица» М. Метерлинка — Кот
- 1910 — «Братья Карамазовы» по Ф. Достоевскому — Снегирёв
- 1910 — «На всякого мудреца довольно простоты» А. Островского — Голутвин
- 1911 — «Живой труп» Л. Толстого — Фёдор Васильевич Протасов
- 1912 — «Месяц в деревне» И. Тургенева — Шпигельский
- 1914 — «Смерть Пазухина» М. Салтыкова-Щедрина — Прокофий Пазухин
- 1917 — «Село Степанчиково и его обитатели» по Ф. Достоевскому — Фома Фомич Опискин
- 1921 — «Ревизор» Н. Гоголя — Городничий
- 1925 — «Пугачёвщина» К. Тренёва — Емельян Иванович Пугачёв
- 1926 — «Горячее сердце» А. Островского — Хлынов
- 1928 — «Унтиловск» Л. Леонова — Черваков
- 1932 — «Мёртвые души» Н. Гоголя — Ноздрёв
- 1936 — «Любовь Яровая» К. Тренёва — Горностаев
- 1942 — «Фронт» А. Корнейчука — Горлов
- 1944 — «Последняя жертва» А. Островского — Флор Федулыч
- 1945 — «Офицер флота» А. Крона — адмирал Белобров

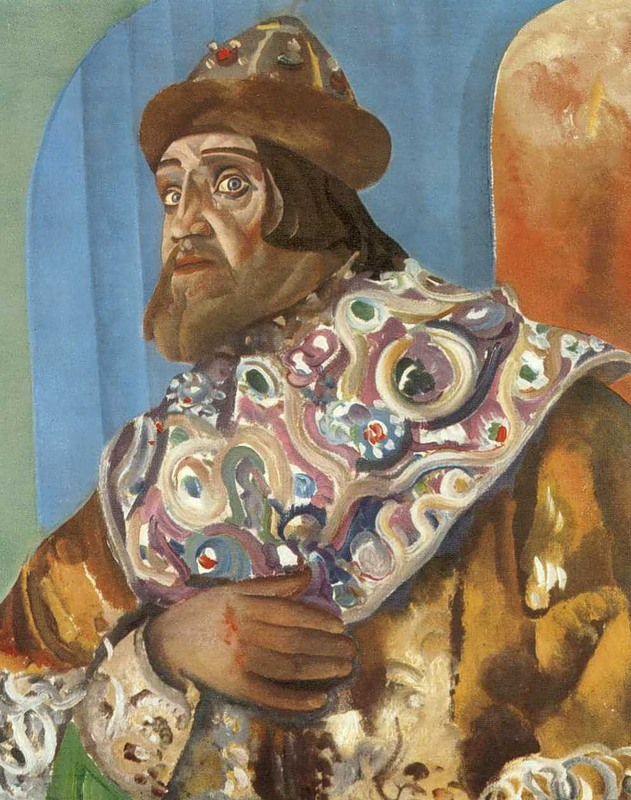
Б. Григорьев: И. Москвин в роли царя Федора Иоанновича. 1923
И. Москвин в роли Луки
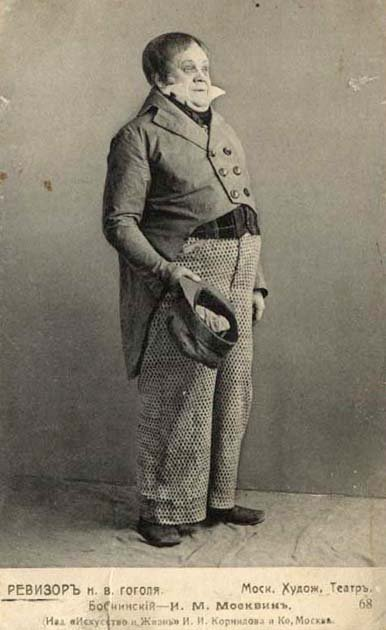
И. Москвин в роли Бобчинского

## Театральные постановки
- 1908 — «Синяя птица» М. Метерлинка
- 1908 — «Ревизор» Н. Гоголя
- 1909 — «Месяц в деревне» И. Тургенева
- 1914 — «Смерть Пазухина» М. Салтыкова-Щедрина[15]
- 1930 — «Три Толстяка» по Ю. Олеше

## Фильмография
Актёр
- 1919 — Поликушка — Поликей[14]
- 1925 — Коллежский регистратор — Самсон Вырин
- 1928 — Человек родился — Фёдор Кулыгин
- 1928 — Чины и люди, новелла «Хамелеон» — Очумелов, новелла «Смерть чиновника» — Червяков
- 1938 — По щучьему веленью — Глухой
- 1939 — Хирургия (короткометражный) — дьячок Вонмигласов
- 1940 — Концерт на экране — злоумышленник Денис Григорьев / следователь
- 1946 — Мастера сцены (документальный; камео)

Режиссёр
- 1925 — Коллежский регистратор (совместно с В. Гончуковым, Ю. Желябужским)

## Награды и звания

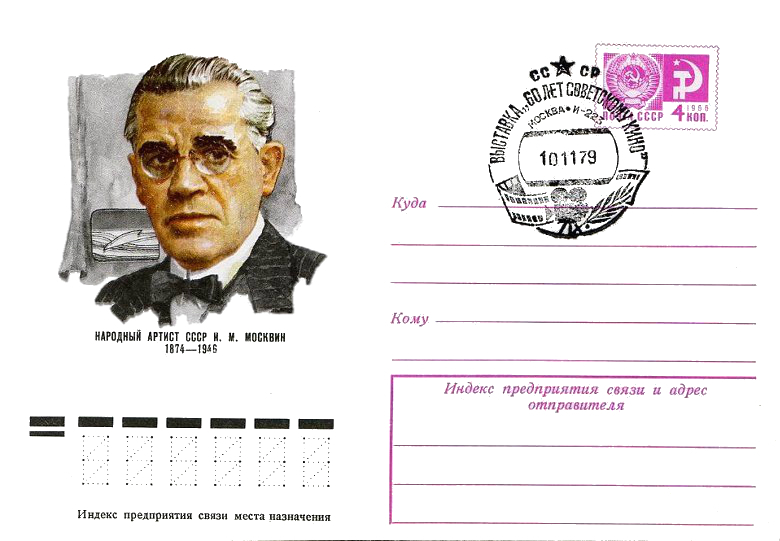
Конверт Почты СССР к 100-летию И. М. Москвина (1974)

- Заслуженный артист государственных академических театров (27.10.1923)[16]
- народный артист РСФСР (17.03.1926)[17]
- народный артист СССР (06.09.1936)[8]
- Сталинская премия первой степени (1943) — за многолетние выдающиеся заслуги в области театрально-драматического искусства[18]
- Сталинская премия первой степени (1946) — за исполнение роли Фрола Федулыча Прибыткова в спектакле «Последняя жертва» А. Н. Островского
- два ордена Ленина (03.05.1937) — за выдающиеся заслуги в деле развития русского театрального искусства, 1944)[19]
- орден Трудового Красного Знамени (01.11.1936) — за выдающиеся заслуги в области театрального искусства, в связи с 40-летием артистической деятельности[19]
- медаль «За доблестный труд в Великой Отечественной войне 1941—1945 гг.»

## Память
- В Москве Петровский переулок, в котором располагался филиал Художественного театра и где артист также выступал, с 1946[20] по 1994 год носил имя Ивана Москвина.